# Église Saint-Pierre-et-Saint-Paul de Passy
Pour les articles homonymes, voir Église Saint-Pierre-et-Saint-Paul.
L'église Saint-Pierre-et-Saint-Paul  est l'église paroissiale de la commune de Passy en Haute-Savoie.

## Histoire
Une église romane est mentionnée dans un acte de donation de 1012,.
L'église a été reconstruite en 1486. Le chœur de l'église actuelle constitue le reste de l'église médiévale.
Entre 1680 et 1781, les habitants du Haut-Faucigny procèdent à la reconstruction des églises médiévales en ruines. L'église de Passy est reconstruite et consacrée en 1701 dans le style baroque. En 1869, une nouvelle rénovation est engagée, modifiant l'aspect du clocher.

## Objets mobiliers protégés
L'église renferme plusieurs objets mobiliers protégés au titre des monuments historiques, chrétiens ou gallo-romains.

### Objets du culte chrétien

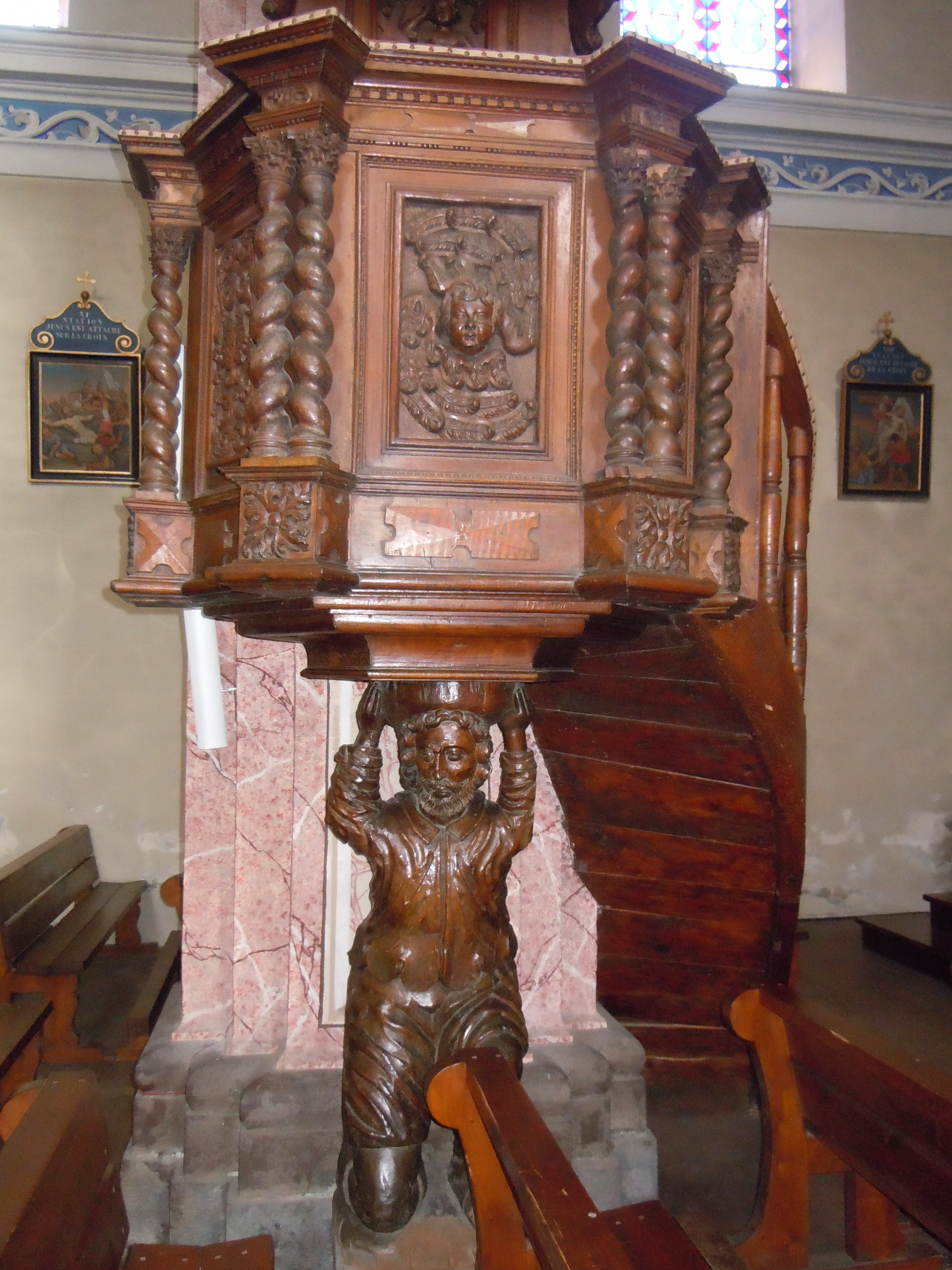
La chaîre, supportée par un Atlante.

- La chaîre du XVIIIe siècle fait l’objet d’un classement au titre objet des monuments historiques depuis le 20 janvier 1936[3].
- Une statue en bois représentant Saint Jacques[4] et une statue de même nature représentant saint Michel font l’objet d’un classement au titre objet des monuments historiques depuis le 8 juin 1984[5].
- Un bénitier de 1716 fait l’objet d’un classement au titre objet des monuments historiques depuis le 1er février 1952[6].
- Le buffet de l'orgue, datant du XVIIIe siècle, fait l’objet d’un classement au titre objet des monuments historiques depuis le 20 janvier 1936[7].

### Objets du culte païen
L'église renferme des vestiges gallo-romains dédiés à Mars.
Sous le porche de l'église, ont été scellées au XVIIe siècle des stèles gallo-romaines dédiées au dieu Mars, découvertes probablement sur la montagne des Gures[réf. souhaitée] ou extraite du temple découvert au hameau des Outards.
Les deux premières font l’objet d’un classement au titre objet des monuments historiques depuis le 21 août 1905.
| Stèle Gallo-romaine | MARTIAVG PROSALVTE L'VIBI L'FIL FLAVINI LVIBIVS FESTINUS PATER TTVIR IVRDIC TTTVIR.LOCPP EX VOTO | A Mars Auguste pour le salut de Lucius Vibius fils de Flavinius Lubius Festinus son pêre Duumvir pour la justice Triumvir aux propriétés publiques ex-voto |
| Stèle Gallo-romaine | MARTI AISVGIVSAI VOLTVAIVRVS FLAMEN AVG II VIR AFRARI EX VOTO.                                   | traduction manquante |
| Stèle Gallo-romaine | MARTIAUG MARRIUSG -IFGEMELUS -ORN- -AERAR- -MARTI- HONORII- EX VOTO.                             | traduction manquante |

La troisième plaque provenant de Marcus Arrius Geneliusson Flamine et dédiée à Mars fait l’objet d’un classement au titre objet des monuments historiques depuis le 2 décembre 1942. Elle provient de la maison Felisaz à Servoz.
Deux autels en pierre, ex-voto au dieu Mars, font l’objet d’un classement au titre objet des monuments historiques depuis le 5 novembre 1912. Ils sont déclassés en octobre 1931.

## Galerie

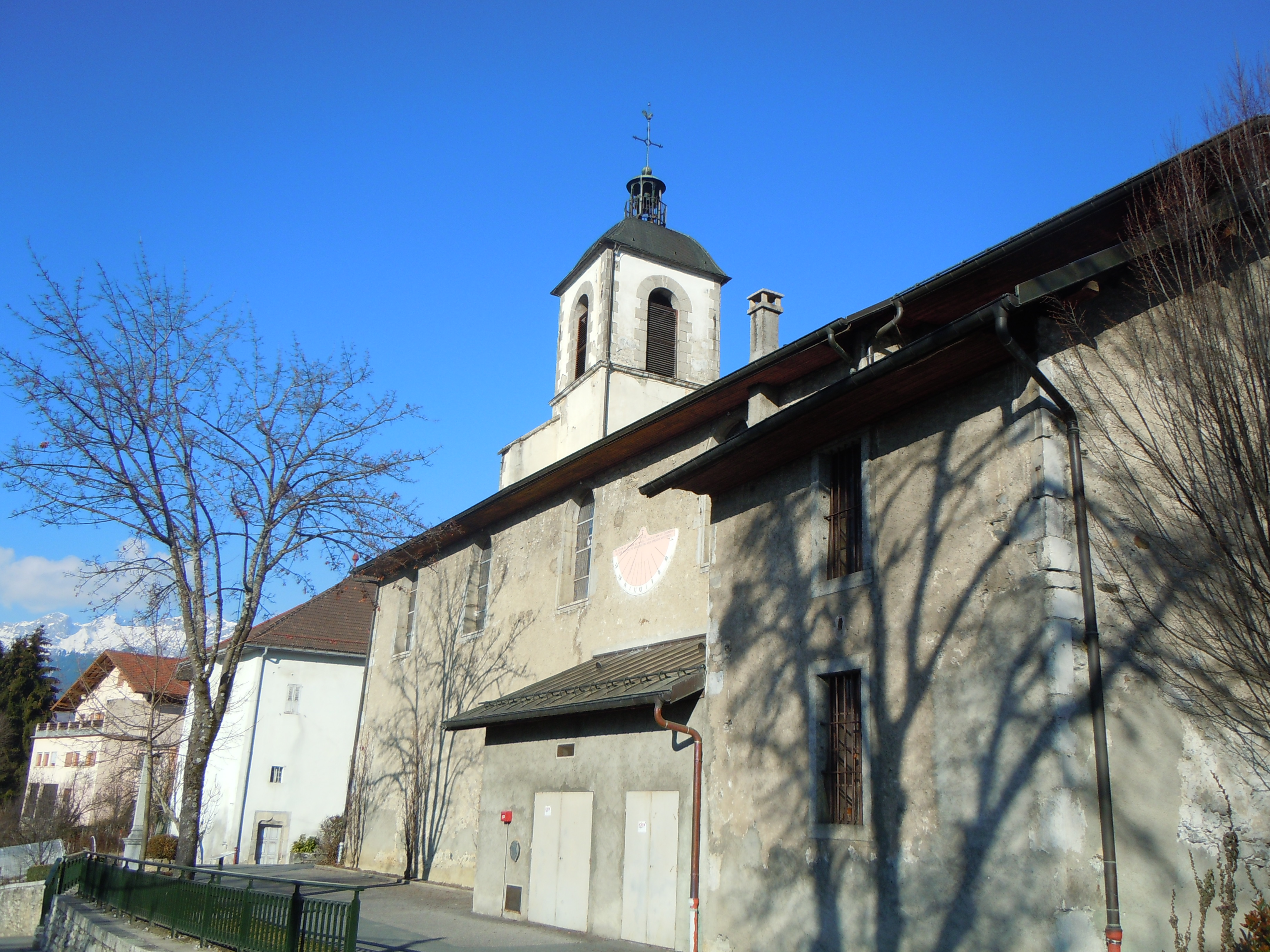
Vue de l'église côté sud.
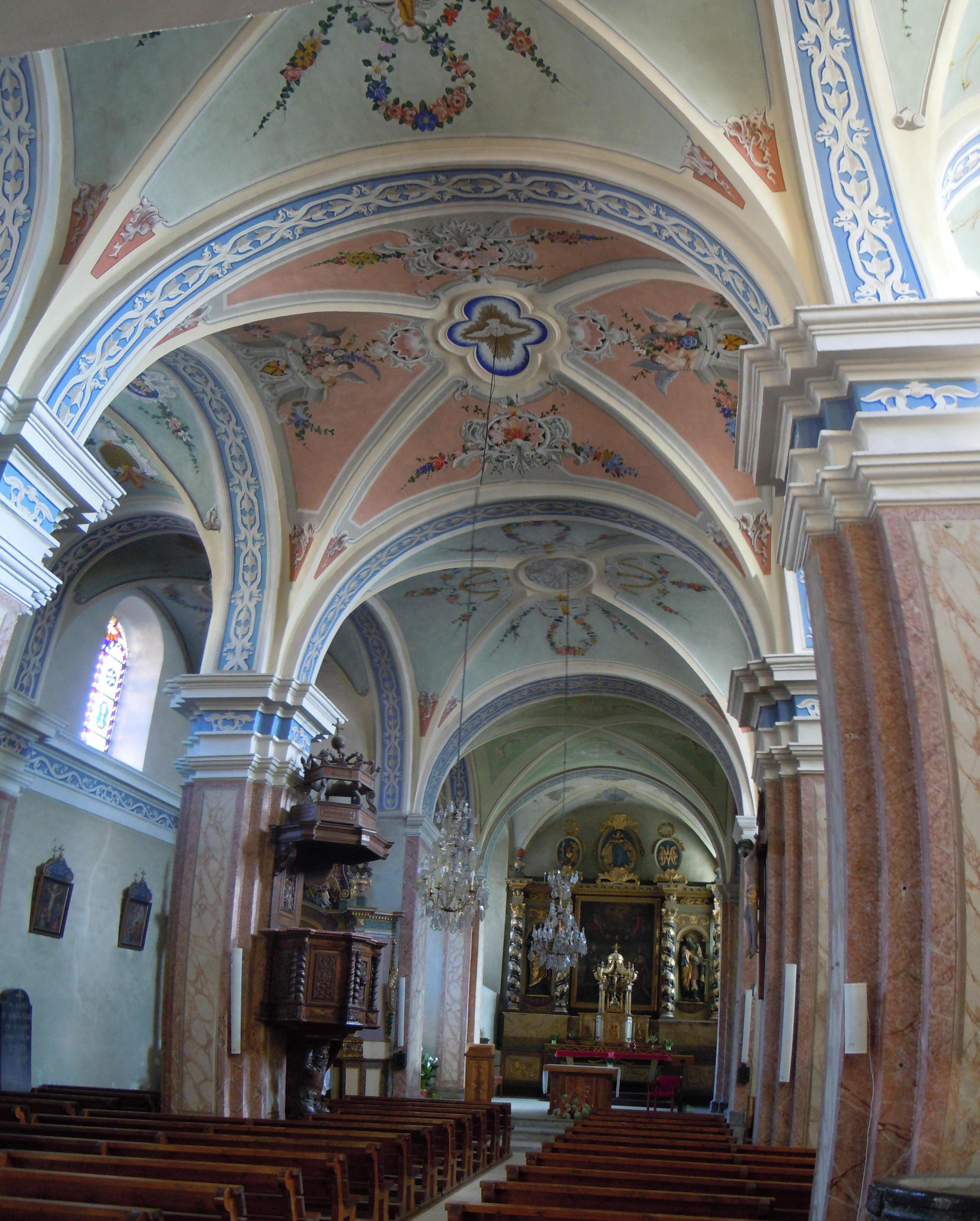
Intérieur de l'église de style baroque savoyard
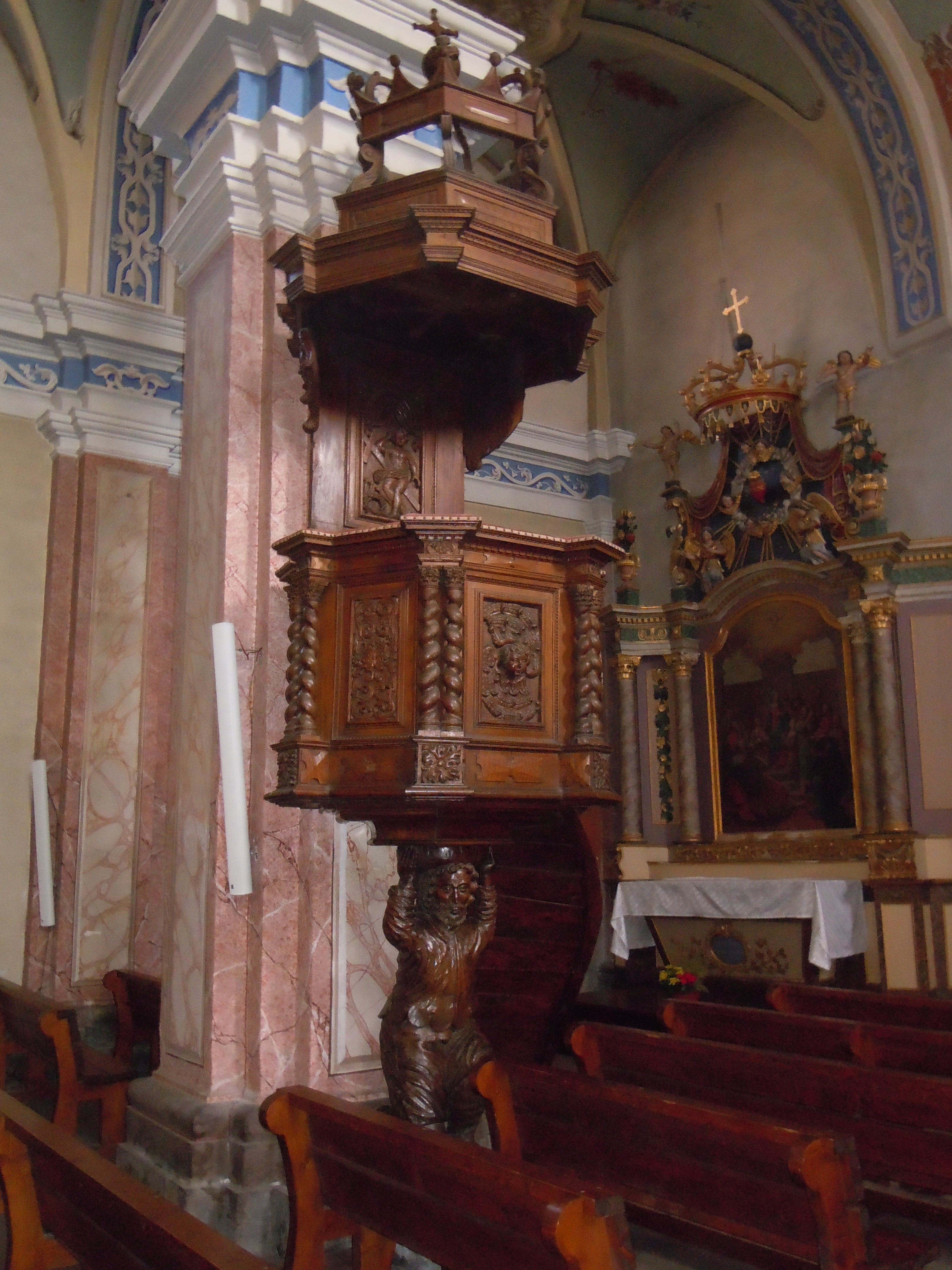
Chaire à prêcher(XVIIe siècle)